# Budy (obwód miński)
Budy (biał. Буды, ros. Буды) – wieś na Białorusi, w obwodzie mińskim, w rejonie mińskim, w sielsowiecie Józefowo.
Dawniej wieś i folwark. W czasach Rzeczypospolitej ziemie te leżały w województwie mińskim. Odpadły od Polski w wyniku II rozbioru. W granicach Rosji wieś należała do ujezdu mińskiego w guberni mińskiej. Ponownie pod polską administracją w latach 1919–1920 w okręgu mińskim Zarządu Cywilnego Ziem Wschodnich.